# David Evans (regista)
David Evans (1962) è un regista britannico.

## Biografia
Nel 2014 è fra i candidati ai Premi Emmy nella categoria Miglior regia per una serie drammatica, per l'episodio 4x01 di Downton Abbey

## Filmografia parziale

### Cinema
- Febbre a 90° (Fever Pitch) (1997)

### Televisione
- Downton Abbey – serie TV, 6 episodi (2012-2015)
- Cucumber – serie TV, 3 episodi (2015)
- Whitechapel – serie TV, 3 episodi (2010)
- Cuore d'Africa (Wild at Heart) – serie TV, 3 episodi (2006)
- Gold Digger – miniserie TV, puntate 4-5-6 (2019)
- Domina – serie TV, 9 episodi (2021-2023)
- Django – miniserie TV, puntate 5-6-7 (2023)